# Romanizare (cultură)
Romanizarea culturală desemnează, în istorie și etnologie, trecerea unor populații inițial vorbitoare ale altor limbi, la o limbă romanică. Romanizarea fiecărui popor prezintă un set de reguli proprii de transformare gramaticală, lexicală, sintaxică și fonologică. 

## Exemple de romanizare
- Romanizarea în Antichitate, sub stăpâniea Imperiului roman, a mai multor limbi din cuprinsul acestuia:
  - celtice producând cultura galo-romană la originea limbilor franceză, occitană și catalană;
  - iberice producând cultura romano-iberică la originea limbilor aragoneză, asturiană, spaniolă și portugheză;
  - ilirice producând limba dalmată (acum dispărută);
  - și daco-trace producând cultura protoromână, la originea limbilor romanice orientale;
- Romanizarea în perioada colonială, sub stăpâniea imperiilor colonial spaniol, colonial portughez și în mai mică măsură colonial francez, a mai multor popoare din cuprinsul acestora, care au trecut de la limbile lor inițiale la limbile respectiv:
  - spaniolă sau portugheză (formând America latină);
  - sau la forme dialectale ale limbii franceze, ca de exemplu limba creolă haitiană.

## Legături externe
- en Redfern, Rebecca and DeWitte, Sharon N., A new approach to the study of Romanization in Britain: A regional perspective of cultural change in late Iron Age and Roman Dorset using the Siler and Gompertz–Makeham models of mortality, American Journal of Physical Anthropology, Volume 144, Issue 2,  pages 269–285, February 2011